# Nectria ruapehu
Nectria ruapehu är en svampart som beskrevs av Dingley 1951. Nectria ruapehu ingår i släktet Nectria och familjen Nectriaceae.   Inga underarter finns listade i Catalogue of Life.